# Moron (Dordogne)
Der Moron ist ein Fluss in Frankreich, der im Département Gironde in der Region Nouvelle-Aquitaine verläuft. Er  entspringt im Gemeindegebiet von Saint-Savin, entwässert generell Richtung Süd bis Südwest und mündet nach rund 24 Kilometern an der Gemeindegrenze von Prignac-et-Marcamps und Bourg als rechter Nebenfluss in die Dordogne.

## Orte am Fluss
(in Fließreihenfolge)
- Saint-Christoly-de-Blaye
- Tauriac
- Troubat, Gemeinde Prignac-et-Marcamps

## Sehenswürdigkeiten
- Das Tal des Moron ist als Natura 2000-Schutzgebiet unter der Nummer FR7200685 registriert.